# اجین ایرلاینز
اجین ایرلاینز (به انگلیسی: Aegean Airlines) شرکت هواپیمایی یونانی است، که از سال ۲۰۰۹ به‌عنوان بزرگترین شرکت هواپیمایی یونان، شناخته می‌شود. این شرکت در سال ۲۰۱۲ اقدام به خریداری هواپیمایی ملی یونان؛ المپیک ایر نمود.
شرکت اجین ایرلاینز در سال ۱۹۸۷ راه‌اندازی شد و در حال حاضر روزانه به ۶۰ مقصد پروازهای مستقیم دارد. این شرکت در سال ۲۰۱۳ بیش از ۶٫۹ میلیون مسافر را منتقل نموده‌است.
دفتر مرکزی این شرکت در شهر کیفیسیا، استان آتیک، یونان قرار دارد و فرودگاه بین‌المللی آتن و فرودگاه بین‌المللی سالونیک، قطب‌های این شرکت هواپیمایی به‌شمار می‌آیند.
سهام اجین ایرلاینز در بازارهای بورس آتن و بورس لندن معامله می‌شود. این شرکت در حال حاضر در ناوگان هوایی خود، دارای ۳۳ فروند هواپیمای جت مسافربری می‌باشد.

## مقصدهای پروازی
تا تاریخ مه ۲۰۱۶ اجین ایرلاینز به ۷۸ مقصد، پروازهای برنامه‌ریزی‌شده انجام می‌داد که این عدد بدون پروازهای زیرمجموعه‌اش المپیک ایر و پروازهای چارتر است. با احتساب پروازهای المپیک ایر و چارتر، تعداد مقصدهای پروازی اجین ایرلاینز ۹۷ مقصد است.

## قرارداد نماد مشترک
اجین ایرلاینز با شرکت‌های هواپیمایی زیر قرارداد نماد مشترک دارد:
| - ایر کانادا - ایر صربیا - ایربالتیک - بروکسل ایرلاینز - هواپیمایی مصر | - هواپیمایی اتیوپی - هواپیمایی اتحاد - لوفت‌هانزا - المپیک ایر - اس۷ ایرلاینز | - هواپیمایی اسکاندیناوی - سنگاپور ایرلاینز - تاپ پرتغال - تاروم - ترکیش ایرلاینز |